# Laško
Laško là một khu tự quản (tiếng Slovenia: občine, số ít – občina) trong vùng Savinjska của Slovenia. Laško có diện tích 197.5 km2, dân số là theo điều tra ngày 31 tháng 3 năm 2002 là 13730 người. Thủ phủ khu tự quản Laško đóng tại Laško.